# Çine Çayı
La rivière Çine Çayı est un cours d'eau de Turquie coupé par le barrage de Çine. C'est un affluent du Méandre avec lequel elle conflue à moins de 10 km au sud de la ville d'Aydın. Cette rivière était appelée Marsyas dans l'Antiquité du nom du satyre Marsyas.